# Zerobaseone
Zerobaseone (кор. 제로베이스원, Jerobeiseuwon, стилізується великими літерами як ZEROBASEONE; скорочено ZB1) — південнокорейський бой-бенд, утворений у 2023 році в фіналі реаліті-шоу на виживання телеканалу Mnet — Boys Planet. Гуртом керує компанія Wake One Entertainment. Гурт складається з дев'яти учасників: Кім Джіун, Чжан Хао, Сон Ханбін, Сок Метью, Кім Тере, Рікі, Кім Ґювін, Пак Ґонук, Хан Юджін. Гурт дебютував 10 липня 2023 року з мініальбомом Youth in the Shade, й буде діяти наступних 2 роки та шість місяців.

## Назва та фандом
Стверджується, що назва «Zerobaseone» розшифровується як «подорож дев'яти стажувальників, що стануть одним цілим після дебюту». Також творці назви мали на увазі «славетний початок» дев'яти учасників гурту, що починали з нуля («zero» у назві) і завершили одним цілим («one» у назві); також ця назва натякає на зобов'язання учасників пройти спільно з шанувальниками пройти шлях як ZEROBASEONE — від 0 до 1. Скорочена офіційна назва гурту — ZB1.
Назву фандому — «ZEROSE» — було оголошено під час прямої трансляції 20 квітня. Вона є поєднанням скороченої назви гурту — ZB1 та слова «ROSE».

## Кар'єра

### Додебютна діяльність учасників
До участі у Boys Planet кілька учасників фінального гурту вже були залучені до індустрії розваг. Так, Кім Джіун був учасником чоловічої групи INX та актором, який знявся в кількох вебсеріалах, таких як Kissable Lips та Roommates of Poongduck 304. 2021 року Пак Ґонук брав участь у реаліті-шоу Wild Idol, у результаті якого був сформований гурт TAN, до остаточного складу якого він не потрапив.

### 2023: формування гурту через шоуBoys Planetта дебют з мініальбомомYouth in the Shade, другий мініальбомMelting Point
Гурт Zerobaseone було створено у ході реаліті-шоу телеканалу Mnet під назвою Boys Planet, що транслювалося у період з 2 лютого по 20 квітня 2023 року. У ньому взяли участь 98 учасників з усього світу, переважно з Південної Кореї та Китаю, а також Гонконгу, Тайваню, Японії, Таїланду, В'єтнаму, США та Канади. Вони змагалися за можливість дебютувати у новому попгурті під керівництвом південнокорейської компанії. З початкових 98 учасників дев'ять найкращих увійшли до остаточного складу гурту, який було оприлюднено 20 квітня 2023 року в прямому ефірі телеканалу Mnet.
10 липня гурт дебютував із мініальбомом Youth in the Shade. На честь дебюту на телеканалі Mnet було проведено трансляцію «ZEROBASEONE DEBUT SHOW: In Bloom». В день релізу було продано 1,24 мільйона фізичних копій альбому, що зробило його першим дебютним альбомом з такою кількістю продажів у перший день, а також альбом продемонстрував гарні результати на корейських стрімінгових сервісах: його пісні потрапили до чарту Melon, Genie та Bugs. Крім того, заголовна пісня «In Bloom» потрапила до японського чарту Line Music. В цілому продажі альбому перевищили 2 млн копій.
6 листопада відбувся реліз другого мініальбому гурту — Melting Point. Кількість передзамовлень склала 1,7 млн, а продажі у перший тиждень склали 2 млн.

### 2024— донині: японський дебют, мініальбомYou Had Me at Helloта перший концертний тур
7 березня 2024 року відбувся реліз японського синглу "Yura Yura (Unmei no Hana)" (яп. ゆらゆら -運命の花-) та музичного відео до нього. Продажі першого дня склали 187 тис. фізичних копій, що стало рекордом для K-pop виконавця в Японії. Він очолив Oricon Weekly Singles Chart з 302 тис. проданих копій, таким чином ставши першим іноземним артистом в Японії з тижневими продажами дебютного синглу, що перевищили 300 тис.
24 квітня було опубліковано пререлізний сингл «Sweat» та музичне відео до нього, а 13 травня — третій мініальбом You Had Me at Hello із заголовним треком «Feel the Pop».
29 квітня було вперше оголошено про початок концертного туру, що мав розпочинатися в Сеулі.

## Учасники
| Сценічний псевдонім | Сценічний псевдонім | Сценічний псевдонім | Справжнє ім'я (ім'я при народженні) | Справжнє ім'я (ім'я при народженні) | Справжнє ім'я (ім'я при народженні) | Позиція в гурті | Дата народження            | Агентство               |
| Кит. / Кор.         | Латиницею           | Українською         | Кит. / Кор.                         | Латиницею                           | Українською                         | Позиція в гурті | Дата народження            | Агентство               |
| ------------------- | ------------------- | ------------------- | ----------------------------------- | ----------------------------------- | ----------------------------------- | --------------- | -------------------------- | ----------------------- |
| 김지웅              | Kim Jiwoong         | Кім Джіун           | 김지웅                              | Kim Jiwoong                         | Кім Джіун                           | —               | 14 грудня 1998 (26 років)  | Nest Management         |
| 章昊 / 장하오       | Zhang Hao           | Чжан Хао            | 章昊 / 장하오                       | Zhang Hao                           | Чжан Хао                            | Центр           | 25 липня 2000 (24 роки)    | Yue Hua Entertainment   |
| 성한빈              | Sung Hanbin         | Сон Ханбін          | 성한빈                              | Sung Hanbin                         | Сон Ханбін                          | Лідер           | 13 червня 2001 (23 роки)   | Studio GL1DE            |
| 석매튜              | Seok Matthew        | Сок Метью           | 석우현                              | Seok Woohyun                        | Сок Ухьон                           | —               | 28 травня 2002 (22 роки)   | MNH Entertainment       |
| 김태래              | Kim Taerae          | Кім Тере            | 김태래                              | Kim Taerae                          | Кім Тере                            | —               | 14 липня 2002 (22 роки)    | WAKEONE                 |
| 리키                | Ricky               | Рікі                | 沈泉锐                              | Shen Quanrui                        | Шень Цюаньжвей                      | —               | 20 травня 2004 (21 рік)    | Yue Hua Entertainment   |
| 김규빈              | Kim Gyuvin          | Кім Ґювін           | 김규빈                              | Kim Gyuvin                          | Кім Ґювін                           | —               | 30 серпня 2004 (20 років)  | Yue Hua Entertainment   |
| 박건욱              | Park Gunwook        | Пак Ґонук           | 박건욱                              | Park Gunwook                        | Пак Ґонук                           | —               | 10 січня 2005 (20 років)   | Jellyfish Entertainment |
| 한유진              | Han Yujin           | Хан Юджін           | 한유진                              | Han Yujin                           | Хан Юджін                           | Макне           | 20 березня 2007 (18 років) | Yue Hua Entertainment   |

## Дискографія

### Мініальбоми
- Youth in the Shade (2023)
- Melting Point (2023)
- You Had Me at Hello (2024)

### Сингли
- «Yura Yura (Unmei no Hana)» (яп. ゆらゆら -運命の花-) (2024)
- «Sweat» (2024)

## Фільмографія
| Рік  | Телеканал        | Назва            | Нотатки                                                        | Прим.  |
| ---- | ---------------- | ---------------- | -------------------------------------------------------------- | ------ |
| 2023 | Mnet             | Boys Planet      | Реаліті-шоу, у ході якого було визначено учасників Zerobaseone | [ 29 ] |
| 2023 | Mnet             | Camp Zerobaseone | Реаліті-шоу, організоване телеканалом до офіційного дебюту     |        |
| 2023 | Ютуб-канал гурту | ZBTV             | Самопродюсоване онлайн-шоу                                     | [ 30 ] |

## Концерти
| Дата               | Назва                            | Місто    | Країна         | Місце проведення | Кількість відвідувачів | Прим.         |
| ------------------ | -------------------------------- | -------- | -------------- | ---------------- | ---------------------- | ------------- |
| 15 серпня 2023     | 2023 Zerobaseone Fancon          | Сеул     | Південна Корея | Gocheok Sky Dome | 18,000                 | [ 31 ] [ 32 ] |
| 23-24 березня 2024 | 2024 Zerobaseone Fancon in Japan | Йокогама | Японія         | K-Arena Yokohama | 53,000                 | [ 33 ] [ 34 ] |

## Нагороди і номінації
| Нагорода                    | Рік  | Категорія                                       | Номінант / робота  | Результат  | Прим.         |
| --------------------------- | ---- | ----------------------------------------------- | ------------------ | ---------- | ------------- |
| Asia Artist Awards          | 2023 | Best Musician Award                             | Zerobaseone        | Перемога   | [ 35 ]        |
| Asia Artist Awards          | 2023 | Rookie of the Year — Music                      | Zerobaseone        | Перемога   | [ 36 ]        |
| Asia Artist Awards          | 2023 | Popularity Award — Music (Male)                 | Zerobaseone        | Номінація  | [ 37 ]        |
| Asian Pop Music Awards      | 2023 | Best New Artist (Overseas)                      | Youth in the Shade | Перемога   | [ 38 ]        |
| Circle Chart Music Awards   | 2024 | Rookie of the Year — Album                      | Youth in the Shade | Перемога   | [ 39 ]        |
| Circle Chart Music Awards   | 2024 | Artist of the Year — Album                      | Youth in the Shade | Номінація  | [ 40 ]        |
| Circle Chart Music Awards   | 2024 | Mubeat Global Choice Award — Male               | Zerobaseone        | Номінація  | [ 41 ]        |
| Circle Chart Music Awards   | 2024 | Rookie of the Year — Global Streaming           | «In Bloom»         | Номінація  | [ 42 ]        |
| Circle Chart Music Awards   | 2024 | Rookie of the Year — Streaming Unique Listeners | «In Bloom»         | Номінація  | [ 42 ]        |
| Golden Disc Awards          | 2024 | Album Bonsang                                   | Youth in the Shade | Перемога   | [ 43 ]        |
| Golden Disc Awards          | 2024 | Rookie of the Year                              | Zerobaseone        | Перемога   | [ 43 ]        |
| Golden Disc Awards          | 2024 | Album of the Year                               | Youth in the Shade | Номінація  | [ 44 ]        |
| Hanteo Music Awards         | 2024 | Artist of the Year (Bonsang)                    | Zerobaseone        | Перемога   | [ 45 ] [ 46 ] |
| Hanteo Music Awards         | 2024 | Rookie of the Year — Male                       | Zerobaseone        | Перемога   | [ 45 ] [ 46 ] |
| K-Global Heart Dream Awards | 2023 | K-Global Bonsang (Main Prize)                   | Zerobaseone        | Перемога   | [ 47 ]        |
| K-Global Heart Dream Awards | 2023 | K-Global Super Rookie Award                     | Zerobaseone        | Перемога   | [ 47 ]        |
| MAMA Awards                 | 2023 | Best New Male Artist                            | Zerobaseone        | Перемога   | [ 48 ]        |
| MAMA Awards                 | 2023 | Favorite New Artist                             | Zerobaseone        | Перемога   | [ 49 ]        |
| MAMA Awards                 | 2023 | Worldwide Fans' Choice Top 10                   | Zerobaseone        | Перемога   | [ 50 ]        |
| MAMA Awards                 | 2023 | Album of the Year                               | Youth in the Shade | Longlisted | [ 51 ]        |
| MAMA Awards                 | 2023 | Artist of the Year                              | Zerobaseone        | Longlisted | [ 51 ]        |
| MAMA Awards                 | 2023 | Best Dance Performance — Male Group             | «In Bloom»         | Номінація  | [ 51 ]        |
| MAMA Awards                 | 2023 | Song of the Year                                | «In Bloom»         | Longlisted | [ 51 ]        |
| Melon Music Awards          | 2023 | Best New Artist                                 | Zerobaseone        | Перемога   | [ 52 ]        |
| Melon Music Awards          | 2023 | Favorite Star Award                             | Zerobaseone        | Номінація  | [ 53 ]        |
| Melon Music Awards          | 2023 | Millions Top 10 Artist                          | Youth in the Shade | Номінація  | [ 53 ]        |
| Seoul Music Awards          | 2024 | Main Award (Bonsang)                            | Zerobaseone        | Перемога   | [ 54 ]        |
| Seoul Music Awards          | 2024 | Rookie of the Year                              | Zerobaseone        | Перемога   | [ 54 ]        |
| Seoul Music Awards          | 2024 | Hallyu Special Award                            | Zerobaseone        | Номінація  | [ 55 ]        |
| Seoul Music Awards          | 2024 | Popularity Award                                | Zerobaseone        | Номінація  | [ 55 ]        |
| The Fact Music Awards       | 2023 | Next Leader Award                               | Zerobaseone        | Перемога   | [ 56 ]        |